# Shellhusbombardementet
Shellhusbombardementet var et bombeangreb udført af det britiske Royal Air Force mod Gestapos hovedkvarter i København den 21. marts 1945.
Under Tysklands besættelse af Danmark i anden verdenskrig havde de tyske myndigheder beslaglagt Shellhuset for at gøre det til Gestapos hovedkvarter. Her havde de samlet alle arkiver om modstandsbevægelsen, der gennem længere tid bad RAF om at bombe bygningen for at få arkiverne ødelagt. Gestapos hovedkvarter på Aarhus Universitet var blevet ødelagt d. 31. oktober 1944 i et lignende luftangreb og tilsvarende var planlagt mod Gestapos hovedkvarter i Odense d. 17. april 1945. RAF havde den 18. februar 1944 præcisionsbombet fængselsmuren i Amiens i Frankrig, hvor 258 fanger slap ud (heraf 79 fra den franske modstandsbevægelse) i Operation Jericho.

## Bombningen
21. marts 1945 løb Operation Carthage (Operation Karthago) af stablen, og 18 de Havilland Mosquito med i alt 36 stk. 500-pundsbomber lettede fra en flyvestation i Østengland (RAF Fersfield i Norfolk) og fløj over Nordsøen og over Danmark i lav højde for at undgå den tyske radar. Air vice-marshal Basil Embry (lederen af 2nd Group) deltog incognito som "wing commander Smith", men den officielle leder var group captain Bateson (lederen af 140 Wing, der leverede Mosquitoeskadrillerne). Med på turen var to ekstra Mosquito B.IV-fly, udrustet som fotofly, samt en eskorte på 31 P-51 Mustang-jagere fra RAF. Turen over Nordsøen foregik i 15 meters højde, og på grund af blæsten blev flyenes forruder dækket af saltaflejringer. Flyenes vinduesviskere var ikke i stand til at holde forruderne rene for salt, så piloternes udsyn var svækket. Over Tissø skiltes første bølge fra og fløj videre over Sjælland mod København, mens resten af flyene kredsede søen rundt. Efter hver omgang skiltes næste bølge fra, således at 3 bølger med ca. fire minutters indbyrdes forskel fløj videre mod København for at bombe Shellhuset. For at undgå at flyene blev ramt af sprængstykker fra bomberne, havde de forsinkelsesdetonatorer. Bomberne fra de første tre fly i hver bølge var forsinket 30 sekunder, og bomberne fra de sidste tre fly i hver bølge var forsinket elleve sekunder.
For at afværge luftangreb havde Gestapo anbragt 26 danske fanger i øverste etage af Shellhuset, der lå centralt i København. Planen var derfor at flyve ind i lav højde og bombe gennem siderne af bygningen for på denne måde sikrest at ramme målet fra lav højde. Naboejendommen Teknologisk Institut husede daglig 600 mennesker. Alternativet var fladebombardement fra stor højde. Præcisionsteknikken fik danske øjenvidner til at tro, at bombningen af de nederste etager skete for at skåne Gestapos gidsler under taget. For denne myte talte, at det lykkedes hovedparten at slippe ud, så kun otte af fangerne omkom. (Mindeplade for de otte er opsat 21. marts 1951 på Det nye Shellhus). RAF havde dog kalkuleret med, at bygningen sank sammen, og at alle fangerne ville dø. Det var i øvrigt første gang en bygning af jernbeton udgjorde et præcisionsmål. Alle 18 bombefly blev sat ind; ingen fungerede som reservestyrke.
Tidspunktet for bombningen var planlagt til kl. 11.15; englænderne regnede med, at bygningen var forholdsvis tom i frokostpausen, og at de fleste arkivskabe på dette tidspunkt stod åbne.
Første bølge kom ind over byen sydfra og navigerede efter planen. Piloterne fandt nemt målet, der var den eneste camouflagemalede bygning i hele byen.
Over godsbaneterrænet ramte et af flyene en lysmast, der beskadigedes kraftigt. Flyet mistede meget af styreevnen og passerede gennem Palnatokesgade under taghøjde. Der kan stadig ses spor, hvor vingespidsen ramte muren. (Intet ses 2018. Måske gælder oplysningen taget mellem de to skorstene nærmest Sønder Boulevard på den sydlige bygning, som blev stærkt ødelagt. Det er dog for længst repareret.)
Over Sønder Boulevard tabte det beskadigede fly sine bomber. En af dem detonerede i ejendommen Sønder Boulevard 106. Senere blev en forsager fundet i ruinerne. 11 (Luftværnet angiver 12) personer omkom i ejendommen, og en mindeplade sidder på den nye bygning.
Flyet styrtede kort efter ned i et garageanlæg på Frederiksberg Allé (nr. 76-78) mellem Den Franske Skole og Aveny Teatret.
Resten af formationen bombede Shellhuset med ti 500-punds sprængbomber samt mindre brandbomber.
Anden bølges bombefly kom ind mere vestfra, og flere af piloterne troede, at målet lå under røgen fra det brændende flyvrag og kastede derfor deres bomber over Den franske skole og hele karréen Amicisvej/Maglekildevej. Et eller to fly kastede slet ikke deres bomber, da de ville komme i karambolage med tredje bølge i forsøget på at finde Shellhuset. Formationsføreren wing commander Iredale og nummer fire flight lieutenant Smith kastede deres bomber mod Shellhuset. En af bomberne knuste vinduerne til hovedtrappen og dræbte mange Gestapo-ansatte, der var ved at forlade bygningen efter den første bølges bombeangreb.
I tredje bølge erkendte kun formationsføreren wing commander Denton fejlen og fortsatte mod Shellhuset, dog uden at kaste sine bomber. Resten kastede deres bomber over området på Frederiksberg.

## Følgerne i Shellhuset
Otte modstandsfolk blev dræbt under bombardementet:
- P.V.T. Ahnfeldt-Mollerup, kaptajn, Den lille Generalstab
- Carl Hammerich, kontreadmiral
- Carl Hocke, løjtnant og stud.jur.
- Helmuth B. Jensen, premierløjtnant, AMPA
- Mogens Prior, ingeniør
- Jørgen Palm Petersen, repræsentant, De Frie Danske
- Ole Stang, premierløjtnant[1]
- Karl Wedell-Wedellsborg, baron, premierløjtnant

I forvirringen derefter undslap 18 andre.
Den billeddokumentation fra dagen, hvor fanger ses klatre ned over ruinerne, er senere blevet vurderet til sandsynligvis at være et falsum sammenlignet med billeder taget fra bombeflyene. Et kamera i flyets haleparti tog billeder hvert sekund efter bombeudløsningen for at bringe fotodokumentation med tilbage om ødelæggelserne.
Efter krigen opgjorde Rigspolitichefens Efterretningsafdeling det samlede antal omkomne ved Shellhuset til omkring 125 personer. Af disse kunne 51 navngives og identificeres. 42 omkom senere af deres kvæstelser. Det resterende antal har aldrig kunnet opklares; i sommeren 1945 blev legemsdele fra mellem 20 og 40 personer udgravet i ruinerne. Således blev der den 14. juli 1945 i Shellhusets ruiner fundet ligrester af en ukendt mand. Ligresterne blev ført til Retsmedicinsk Institut og den 4. september begravet på Bispebjerg Kirkegård. Dette gentog sig 4 dage senere, her skete begravelsen på Bispebjerg Kirkegaard den 21. september. Tre kvinder er fundet døde ifølge samme kirkebog og begravet på Bispebjerg Kirkegård 21. sept, og to den 24. sept. 1945. Den ene af disse er identificeret.

## Følgerne på Frederiksberg
Tidspunktet for bombningen gjorde, at mange hjem var tomme. De største tab var derfor på Den Franske Skole (den katolske skole, Jeanne d'Arc Skolen), hvor 86 børn og 18 voksne – flere af dem nonner – omkom. 900 personer mistede deres hjem i kvarteret, hvor der bag skolen på Maglekildevej var optræk til fladebrand af den type, der kendtes fra London og tyske byer.
Der fulgte et stort og kaotisk redningsarbejde. Overlevende fra skolen blev samlet i det overfor liggende Allé Scenen, der til Betty Nansens død i 1943 (og langt senere) hed Betty Nansen Teater. Antallet af sårede er ikke kendt, men byens hospitaler registrerede 304 sårede og 117 omkomne. På Frederiksberg Hospital var situationen så kaotisk, at ikke alle blev registreret som foreskrevet. Ved mindesmærket på Frederiksberg Allé er navnene på ofrene fra Den franske Skole nedfældet i fliserne.
Under redningsarbejdet omkom to fædre og to brandfolk; Svend Hansen og Oskar Dalby, der var løbet ind for at redde børn. At HIPO-korpset deltog i afspærring og redningsarbejde gav anledning til mange frustrationer. Pårørende blev nægtet adgang og måtte trygle om at komme ind for at lede efter deres piger.

## Flyenes skæbne
Foruden flyet, der styrtede ned på Frederiksberg, blev flere fly beskadiget af antiluftskyts, bl.a. fra krydseren Nürnberg, der lå i havnen. Et jagerfly styrtede ned i Fælledparken, og et bombefly måtte nødlande i Øresund. Besætningen druknede. Flere af flyene humpede mod England med brændstofmangel, og et enkelt havde kun én funktionsdygtig motor. Undervejs blev styrken beskudt fra Melbylejren. Ikke alle nåede England: To Mosquitos blev ramt af tysk ild og styrtede i Kattegat, mens en Mustang mavelandede ved Lønborg, Jylland – og flere landede på den første landingsplads i sigte på engelsk område på grund af mangel på brændstof. En pilot fortæller om den undren, han var årsag til, da han landede på RAF Station Coltishall. Der var nemlig ikke blevet orienteret om, at der var missioner den dag, da angrebet var holdt hemmeligt for at sikre overraskelsesmomentet. I alt seks fly gik tabt, og ni besætningsmedlemmer mistede livet.
- No 21 Squadron – Mosquito F.B.VI (SZ977) ramte lysmast.
  - Wing commander Peter A. Kleboe, RAF
  - Flying officer Reginald J.W. Hall, RCAF
- No 464 Squadron – Mosquito F.B.VI (SZ999) og (RS609) styrtede i Kattegat
  - Flying officer Ronald G. Dawson, RAAF
  - Flying officer Fergus T. Murray, RAF
  - Flying officer John H. Palmer, RAAF
  - Fenrik Hermann H. Becker, RNoAF
- No 487 Squadron – Mosquito F.B.VI (NT123) nødlandede ved Hven
  - Flight lieutenant David V. Pattison, RNZAF
  - Flight sergeant Frank Pygram, RNZAF
- No 64 Squadron – Mustang F.III (HK460) styrtede ned i Fælledparken og (KH446) mavelandede ved Lønborg.
  - Flight lieutenant David A. Drew, RAF
  - Pilot officer Robert C. Hamilton, RAF, blev krigsfange

## Kuriosa
- I garageanlægget, der blev totalt ødelagt, befandt sig Storm-P's elskede bil. Den var klodset op som følge af brændstofrationeringen, men han besøgte den jævnligt, også juleaften.
- To fotografer filmede angrebet fra taget af Park Bio på Østerbro, og en fotograf fangede et eskorte flys styrt i Fælledparken.
- At det var halen, der blev ødelagt på det forulykkede fly, blev fastslået, da en genstand opsamlet på Ingerslevsgade blev identificeret som en del af et hængsel til halepartiet på en Mosquito.
- Flybesætningerne bestod primært af canadiere, australiere og newzealændere.
- Havmåger var skyld i, at tre Mustangs måtte vende om pga. bird strike. Det var flight lieutenant Sharpe og Holmes fra eskadrille 126, samt sergeant Wyting fra eskadrille 64.
- En model benyttet under planlægningen af operationen befinder sig på Imperial War Museum (ikke udstillet for tiden[hvornår er "for tiden"?]).